# خط (مجموعه تلویزیونی)
خط یک مجموعه تلویزیونی محصول سال ۱۳۹۳–۱۳۹۲ به کارگردانی، نویسندگی عباس رنجبر و تهیه‌کنندگی پریوش کاشانی می‌باشد که از شبکه سه پخش شد.

## داستان
پسری جوان به نام سیاوش (کامران تفتی) که زیاد هم اهل اخلاق و دین و ایمان نیست عاشق می‌شود و در راه عاشقی و رسیدن به معشوق تغییر مسیر داده و به انسانی وارسته تبدیل می‌شود.

## بازیگران
- کامران تفتی
- لیلا برخورداری
- آشا محرابی
- ایمان صفا
- بهنام قربانی
- جمال اجلالی
- سیاوش طهمورث
- فریبا جدی‌کار
- مجید جعفری
- محسن افشانی
- محمود پاک‌نیت